# 敏いとうとハッピー&ブルー
敏いとうとハッピー&ブルー（としいとう と はっぴー アンド ぶるー）は日本のムード歌謡グループ。本稿では2021年結成の後継グループの新✩(SHINSEI)敏いとうとハッピー&ブルーについても記述する。

## 来歴
「トシ伊藤とザ・プレイズメン」「敏いとう&ブルー・キャンドル」を経て、1971年に「敏いとうとハッピー&ブルー」を結成。
初代リードボーカルはのちに長谷二郎に改名する鳴海たかし。
1973年、2代目リードボーカルに森本英世を迎え、1974年に『わたし祈ってます』がヒット。以降、『星降る街角』（1977年）、『よせばいいのに』（1979年）などの曲を世に送り、「ムード歌謡の帝王」の異名を持つようになる。
1983年、リードボーカルの森本英世が脱退。
1991年から一時休業。
1996年、シングル『横浜ものがたり』で活動再開。麻生真宮子がボーカルとして加わり「ハッピー＆ブルーwithマミー」として約2年間参加。
2006年から2009年まで、宍戸マサルがメインボーカルとなって活動。
2021年5月、宍戸マサルと、サブリーダー的存在の田丸栄作からの申し出を敏いとうが受け入れ「敏いとうとハッピー&ブルーwithマサル」を正式な継承グループとして認める。
同年6月、グループ名を「新✩敏いとうとハッピー&ブルー」に改名。
同年11月、「新☆敏いとうとハッピー＆ブルー」立ち上げ第一弾シングル『昭和パラダイス』を日本コロムビアより発売。11月9日に都内にて行われた新曲発表・記者会見には、後輩グループの「純烈」が全員でお祝いに駆け付けた。
2024年4月、テイチク移籍第一弾シングル発売、「新☆ハッピー&ブルー」名義で活動。

## メンバー
- 敏いとう（とし いとう、1940年1月3日 - 2024年9月10日、熊本県出身） - 敏いとうとハッピー&ブルー リーダー
青山学院大学経済学部在学中にアメリカンフットボール部を設立。日本大学農獣医学部獣医学科卒業。獣医師として作曲家遠藤実の愛犬を診察したのがきっかけで芸能界に入る。1967年、「トシ伊藤とザ・プレイズメン」名義でミノルフォンレコードよりレコードデビューする。芸名の敏いとうとは、本名の伊藤敏（読みは、いとう・さとし）を逆さまにしたものである。大学卒業後の渡米時にフランク・シナトラのボディガード役を務める[8][9]などのエピソードを持つ。一時ヨーロッパで音楽の勉強を行い、帰国後グループを再結成した。敏いとうとハッピー＆ブルーとしてのデビュー曲『夜の花びら』（1971年）のメンバー紹介では担当パートは「ベース／ボーカル」と記されている。
2010年、第22回参議院議員通常選挙の比例区に国民新党公認で立候補したが、落選した[10]。
選挙直後に軽度の脳梗塞を発症し再発した際の入院で胆嚢炎を患い全摘手術を受ける[11]。2012年には脊柱管狭窄症、2013年には心筋梗塞を発症しているが、その後回復し、歌唱指導など後進の育成をしていた[8]。
2024年9月10日、前立腺がんのため、死去した[12][1][9]。84歳没。

### 新✩ハッピー＆ブルー

#### 現行メンバー
- 宍戸マサル - リーダー＆リードヴォーカル。
1980年、俳優としてデビュー。代表作品はスーパー戦隊シリーズ『超力戦隊オーレンジャー』（1995年 - 1996年）でのオーレッド/星野吾郎役[13][14]。
2006年から2009年まで、敏いとうとハッピー&ブルーのリードヴォーカルを務めた[13][14]。2021年5月、敏いとう公認の正式なハッピー&ブルーの継承グループとして「新✩敏いとうとハッピー&ブルー」を田丸栄作と共にスタート[5][4]。
2020年からは芸能事務所・ジャパンドリームミュージック代表を務める。
- 和田圭市 - コーラス
- 信達谷圭 - コーラス
- 土屋圭輔 - コーラス

#### 脱退メンバー（新✩敏いとうとハッピー&ブルー以降）
- 田丸栄作（たまる えいさく）
敏いとうとハッピー&ブルー時代からグループに在籍。
新✩敏いとうとハッピー＆ブルー/新✩ハッピー＆ブルーではヴォーカルおよびグループの統括を担当。
2024年12月、新☆ハッピー＆ブルーを脱退[15]。
- 佐藤文則 - 補欠コーラス担当。2023年脱退。

### 脱退メンバー

#### 活動初期
デビュー曲『夜の花びら』（1971年）のメンバー紹介より。括弧内はクレジットされる担当パート表記。
- 鳴海たかし（リード・ボーカル）- 後に「名取忠彦とグリーングラス」ボーカル、芸名を長谷二郎に改名。時期は不明だが既に逝去。
- 朝倉幸夫（ドラム／ボーカル）
- 石塚好一郎（エレクトーン／ボーカル）
- 上田けんいち（ギター／ボーカル）
- 名取忠彦（バイブ／ラテン／ボーカル）- 後に「名取忠彦とグリーングラス」を結成。
上記の他に敏いとうの名がクレジットされ、デビュー時点では6人構成のクループであった。

#### 1970年代 - 1980年代
- 森本英世 - 2代目メインボーカル
1973年にメインボーカルとして参加。1983年に脱退するまでの間、「森本スタイル」と呼ばれる[誰によって?]歌唱法を展開。1969年、新田洋名義でアニメ『タイガーマスク』のオープニング及びエンディングテーマを担当した。
- 佐々木周太郎 - サブボーカル
『わたし祈ってます』でデビュー。脱退後は「佐々木周太郎とクールハンター」やソロ歌手として活動。
- 篭島敏男（かごしま としお）（1949年8月18日 - 、神奈川県横浜市出身）- サブボーカル
1964年に渡辺プロダクションからスカウトされ「籠島敏夫」の芸名でデビュー。
「泉幸二（いずみ こうじ）」「松川（まつかわ）じゅん」の芸名でのソロ活動を経て、1977年に加入。『星降る街角』『恋のキャンドル』『あれも嘘なの』では森本英世とツインボーカルを務めた[注 1]。
1983年に脱退、現在は福島県郡山市で飲食店を経営する傍ら、歌手活動を行っている。
また、竹下幸介（キャサリン、後述）・都倉純（後述）とともに結成したユニット「敏&ハッピー。ゴールド」（敏は名前の敏男から取ったもの）のリーダーとしても活躍中。
- 田上淳（たがみ じゅん）
1975年加入、1982年脱退。ドラム担当。
時期は不明だが既に逝去。
- 浜田修一（はまだ しゅういち）
1976年加入、1983年脱退。ベース担当。

1977年リリースのシングル『星降る街角』から1981年リリースのシングル『深夜旅情』までは、敏いとう・吉葉幸三（後述）・森本英世・篭島敏男・田上淳・浜田修一の6人体制が長く続いた。
- 吉葉幸三（よしば こうぞう、1943年 - 1996年4月2日[注 3]）[16]
ギター担当。メンバー歴は長く、『わたし祈ってます』リリース時から在籍。『足手まとい』当時のサブリーダー。脱退後「ライラックス」初代リーダー[17][18]。
- 和泉順也（いずみ じゅんや）[注 4][16]
「泉純也とクリスタル・レイン」リーダーを経て加入。脱退後は「ライラックス」を結成[19]（2019年9月10日をもって無期限活動休止[20]）。以降は個人で活動中。
息子はものまね芸人のたむたむ（田村正和）[21]。
- 古閑正美（こが まさみ）[注 5][16]
『週刊平凡』誌面で行われたメンバー募集を経て加入。脱退後は「今井まさる&フェニックス」を経て「ライラックス」に加入[19]（2019年9月10日をもって無期限活動休止[20]）。その後はソロで活動するほか、2020年からは島田洋八（B&B）、ゆーとぴあピースとともにユニット「八（はち）ピー&ブルー」としても活動中[22]。
歌手活動のほか、俳優としてVシネマにも出演。
- 松橋ひろき（まつはし ひろき）[16]
「松橋ヒロキとベルサイユ」、「泉純也とクリスタル・レイン」を経て加入。
- 神戸たかし（かんべ たかし）[注 6][16][23]
上條たかし名義にて「グリーン・シャンデリア」、「最田紀彦とブルー・トレイン」のボーカルを経て、森本英世脱退後の1983年から『足手まとい』などでボーカルを担当。2009年に青山和子と結婚した。
- 伊藤重男（いとう しげお）[16]
敏にスカウトされてメンバーとなった。
- 藤城和明
元プロ野球（読売ジャイアンツ他）の投手。1988年『新・射手座の女』などでメインボーカルとして参加[24]。その後、コーチとして球界に復帰。
- 柳田真宏
元プロ野球（読売ジャイアンツ他）外野手。現役引退翌年の1983年に歌手デビュー、1988年『倖せそうな女』などでメインボーカルとして参加[24]。その後はソロ歌手として活動するほか、カラオケスナックを経営している。
- 袋井省三（ふくろい しょうぞう） - 『新・射手座の女』当時のメンバー。
- 清水長五郎（しみず ちょうごろう） - 『新・射手座の女』当時のメンバー。

#### 1990年代以降
- 冨田知孝[2]
- 楫野剛[2]
- キャサリン（竹下幸介）（たけした こうすけ）
横浜のナイトクラブ「グランドパレス」の専属バンド「風戸こうすけとミッドシップ」のボーカリストとして活動。1995年から2004年までハッピー&ブルーに在籍後一度脱退。2009年、性転換し女性歌手「キャサリン」として『射手座の女』に参加[25][26]。その後篭島敏男・都倉純とのユニット「敏&ハッピー。ゴールド」でも活躍。
- 宮本弘美（みやもと ひろみ）
1993年に脱退。神奈川県川崎市川崎区で飲食店を経営。
- 麻生真宮子
1996年から1998年「ハッピー＆ブルーwithマミー」ボーカル。
- 中川裕貴・中川喜貴（ヨコハマセブン）
2004年に加入、2007年脱退。
- 二見正（ふたみ ただし）
1985年『射手座の女』でボーカルを務める。いったんグループを離れるが2010年の『好きです・東京・ラブコール』で復帰[27]。2021年に脱退[28]。
- 都倉純（とくら じゅん）
後期のコーラスメンバー、のちにソロ歌手へ転向。森本英世とのユニット「森本英世と純」や、篭島敏男・竹下幸介とのユニット「敏&ハッピー。ゴールド」でも活躍。

## ディスコグラフィ

### シングル
- 敏いとうとハッピー&ブルー名義。
  - 1〜9：ユニオン、10〜13：トリオ、14〜20：キャニオン、21〜23：キングレコード、24：ニュークリーク、25：CBS・ソニー、26：ウイングジャパン、27〜30：スバック、31：ニューセンチュリー。

| #  | 発売日          | A/B面 | タイトル                   | 作詞               | 作曲               | 編曲               | 規格品番    |
| -- | --------------- | ----- | -------------------------- | ------------------ | ------------------ | ------------------ | ----------- |
| 1  | 1971年 7月25日  | A面   | 夜の花びら                 | 有馬三恵子         | 鈴木邦彦           | 鈴木邦彦           | US-717      |
| 1  | 1971年 7月25日  | B面   | 可愛い女                   | なかにし礼         | 鈴木邦彦           | 小谷充             | US-717      |
| 2  | 1972年 10月25日 | A面   | 星降る街角                 | 日高仁             | 日高仁             | 竜崎孝路           | US-753      |
| 2  | 1972年 10月25日 | B面   | あなたのとりこ             | 千家和也           | 森勝彦             | 竜崎孝路           | US-753      |
| 3  | 1974年 7月25日  | A面   | わたし祈ってます           | 五十嵐悟           | 五十嵐悟           | 竜崎孝路           | US-821      |
| 3  | 1974年 7月25日  | B面   | 馬鹿な私                   | 吉法かずさ         | 敏いとう           | 竜崎孝路           | US-821      |
| 4  | 1975年 1月25日  | A面   | 他人じゃないの             | 吉法かずさ         | 敏いとう           | 竜崎孝路           | US-831      |
| 4  | 1975年 1月25日  | B面   | 北国の人                   | 遠藤実             | 遠藤実             | 竜崎孝路           | US-831      |
| 5  | 1975年 4月25日  | A面   | 女のこよみ                 | 山口洋子           | 遠藤実             | 竜崎孝路           | US-836      |
| 5  | 1975年 4月25日  | B面   | あの頃私は                 | 吉法かずさ         | 敏いとう           | 竜崎孝路           | US-836      |
| 6  | 1975年 9月25日  | A面   | どうするつもりなの         | 吉法かずさ         | 敏いとう           | 竜崎孝路           | US-840      |
| 6  | 1975年 9月25日  | B面   | おもいでを送ります         | 吉法かずさ         | 敏いとう           | 竜崎孝路           | US-840      |
| 7  | 1976年 1月25日  | A面   | わたし身をひくわ           | 山口洋子           | 曽根幸明           | 竜崎孝路           | US-852      |
| 7  | 1976年 1月25日  | B面   | 恋はいいもの               | 岩谷時子           | 曽根幸明           | 竜崎孝路           | US-852      |
| 8  | 1976年 7月25日  | A面   | かわいそうな女             | 水野礼子           | 中村泰士           | 日原たけじ         | UC-5        |
| 8  | 1976年 7月25日  | B面   | よわむし                   | 吉法かずさ         | 敏いとう           | 竜崎孝路           | UC-5        |
| 9  | 1977年 1月25日  | A面   | エメラルドの月             | 西沢爽             | 遠藤実             | 竜崎孝路           | UC-22       |
| 9  | 1977年 1月25日  | B面   | 紬の女                     | 吉法かずさ         | 敏いとう           | 竜崎孝路           | UC-22       |
| 10 | 1977年 5月25日  | A面   | 星降る街角                 | 日高仁             | 日高仁             | 竜崎孝路           | 3B-115      |
| 10 | 1977年 5月25日  | B面   | 泣かせてほしい             | 小島かずひろ       | 片山隼             | 竜崎孝路           | 3B-115      |
| 11 | 1977年 10月25日 | A面   | 恋のキャンドル             | 石原信一           | 井上忠夫           | 馬飼野俊一         | 3B-119      |
| 11 | 1977年 10月25日 | B面   | 指輪のあと                 | 吉法かずさ         | 敏いとう           | 馬飼野俊一         | 3B-119      |
| 12 | 1978年 4月25日  | A面   | あれも嘘なの               | 吉法かずさ         | 敏いとう           | 竜崎孝路           | 3B-129      |
| 12 | 1978年 4月25日  | B面   | あなた昔をありがとう       | 吉法かずさ         | 敏いとう           | 竜崎孝路           | 3B-129      |
| 13 | 1978年 9月25日  | A面   | グッドバイ・マイラブ       | しばの未知         | 岡崎広志           | 竜崎孝路           | 3B-139      |
| 13 | 1978年 9月25日  | B面   | 許して下さい               | 若水ヤエ子         | 荒井英一           | 馬飼野俊一         | 3B-139      |
| 14 | 1979年 6月21日  | A面   | よせばいいのに             | 三浦弘             | 三浦弘             | 竜崎孝路           | C-142       |
| 14 | 1979年 6月21日  | B面   | 佐賀は武家町悲恋町         | 拝良               | 敏いとう           | 京建輔             | C-142       |
| 15 | 1980年 2月21日  | A面   | 我慢できないわ             | 三浦弘             | 三浦弘             | 竜崎孝路           | C-165       |
| 15 | 1980年 2月21日  | B面   | おまえを離さない           | 吉法かずさ         | 敏いとう           | 竜崎孝路           | C-165       |
| 16 | 1980年 8月21日  | A面   | さすらい未練               | 小池あき           | かとう笑貫         | 竜崎孝路           | C-185       |
| 16 | 1980年 8月21日  | B面   | まごころ                   | かとう笑貫         | かとう笑貫         | 竜崎孝路           | C-185       |
| 17 | 1980年 10月21日 | A面   | 銀座八丁 光のまつり        | 浜口庫之助         | 浜口庫之助         | 松井忠重           | 7A-0023     |
| 17 | 1980年 10月21日 | B面   | ぎんざのお地蔵さん音頭     | 浜口庫之助         | 浜口庫之助         | 松井忠重           | 7A-0023     |
| 18 | 1981年 2月21日  | A面   | 星降る街角                 | 日高仁             | 日高仁             | 竜崎孝路           | 7A-0050     |
| 18 | 1981年 2月21日  | B面   | 洋子の赤い傘               | 三田村誠           | 中島薫             | 竜崎孝路           | 7A-0050     |
| 19 | 1981年 7月21日  | A面   | 深夜旅情                   | 山口洋子           | 佐々木勉           | 竜崎孝路           | 7A-0086     |
| 19 | 1981年 7月21日  | B面   | 遅咲きのバラ               | 山下リラ           | 敏いとう           | 竜崎孝路           | 7A-0086     |
| 20 | 1982年 2月21日  | A面   | 東京                       | 森田貢             | 森田貢             | 植木史郎           | 7A-0139     |
| 20 | 1982年 2月21日  | B面   | よわむし                   | 岡本しょうじ       | 岡本しょうじ       | 植木史郎           | 7A-0139     |
| 21 | 1983年 7月21日  | A面   | 足手まとい                 | 高畠諄子           | 中川博之           | 竜崎孝路           | K07S-452    |
| 21 | 1983年 7月21日  | B面   | お前泣くなよ               | 敏いとう           | 敏いとう           | 竜崎孝路           | K07S-452    |
| 22 | 1984年 6月21日  | A面   | 移り香〜離別               | 石坂まさを         | 吉屋潤             | 吉屋潤             | K07S-571    |
| 22 | 1984年 6月21日  | B面   | 大田ブルース               | 初信之介           | 金富海             | 吉屋潤             | K07S-571    |
| 23 | 1985年 8月21日  | A面   | 射手座の女                 | 加藤将貫           | 加藤将貫           | 竜崎孝路           | K07S-10043  |
| 23 | 1985年 8月21日  | B面   | 愛の逃避行                 | 三浦久子           | 加藤将貫           | 竜崎孝路           | K07S-10043  |
| 24 | 1988年 7月25日  | A面   | 新・射手座の女             | 加藤将貫           | 加藤将貫           | 池多孝春           | 7NCS-4012   |
| 24 | 1988年 7月25日  | B面   | 倖せそうな女               | 石坂まさを         | 石坂まさを         | 馬飼野俊一         | 7NCS-4012   |
| 25 | 1990年 7月21日  | 01    | ゆれて動物                 | 東京バナナボーイズ | 東京バナナボーイズ | 東京バナナボーイズ | CSDL-3141   |
| 26 | 2003年 11月21日 | 01    | 無理な話しは言わないで     | 里村龍一           | 不詳               | 竜崎孝路           | WJCS-70001  |
| 26 | 2003年 11月21日 | 02    | オーシャンタワー2501       | 松本礼児           | 敏いとう           | 竜崎孝路           | WJCS-70001  |
| 27 | 2006年 5月24日  | 01    | 湘南物語                   | 徳永淳             | みねいたかし       | H&B                | SVCA-183    |
| 27 | 2006年 5月24日  | 02    | 馬鹿な私                   | 吉法かずさ         | 敏いとう           | 竜崎孝路           | SVCA-183    |
| 28 | 2009年 2月18日  | 01    | 射手座の女                 | 加藤将貫           | 加藤将貫           | 竜崎孝路           | SVCA-214    |
| 28 | 2009年 2月18日  | 02    | 我慢できないわ             | 三浦弘             | 三浦弘             | 竜崎孝路           | SVCA-214    |
| 29 | 2010年 12月22日 | 01    | 好きです・東京・ラブコール | 小金井一正         | 弦哲也             | 猪股義周           | SVCA-231    |
| 29 | 2010年 12月22日 | 02    | 足手まとい                 | 高畠諄子           | 中川博之           | 竜崎孝路           | SVCA-231    |
| 30 | 2012年 8月22日  | 01    | 星降る街角2012             | 日高仁             | 日高仁             | 竜崎孝路           | SVCA-236    |
| 30 | 2012年 8月22日  | 02    | 洋子の赤い傘               | 三田村誠           | 中島薫             | 竜崎孝路           | SVCA-236    |
| 31 | 2015年 10月21日 | 01    | それはあなたでした         | 伊藤実奈           | 英孝司             | 猪股義周           | NCCE-151021 |
| 31 | 2015年 10月21日 | 02    | 佐賀は武家町悲恋町         | 拝良               | 敏いとう           | 京建輔             | NCCE-151021 |

### デュエット・シングル
| 発売日          | デュエット | 曲順 | タイトル                | 作詞       | 作曲               | 編曲     | 規格品番   |
| --------------- | ---------- | ---- | ----------------------- | ---------- | ------------------ | -------- | ---------- |
| 1996年 12月1日  | マミー     | 01   | 横浜ものがたり          | 松本礼児   | ジョージ・ヤマシタ | 竜崎孝路 | APDA-205   |
| 1996年 12月1日  | マミー     | 02   | 愛する人と旅立ちます    | 山口あかり | ジョージ・ヤマシタ | 竜崎孝路 | APDA-205   |
| 1999年 9月18日  | 眞理       | 01   | だ・い・て〜DA・I・TE〜 | 山口洋子   | 平尾昌晃           | 竜崎孝路 | SVDA-92    |
| 1999年 9月18日  | 眞理       | 02   | 愛してひとつ            | 岡田冨美子 | 小林泰             | 竜崎孝路 | SVDA-92    |
| 2000年 10月25日 | このみ磨莉 | 01   | 横浜ものがたり          | 松本礼児   | ジョージ・ヤマシタ | 竜崎孝路 | TEDA-10486 |
| 2000年 10月25日 | このみ磨莉 | 02   | 愛してひとつ            | 岡田冨美子 | 小林泰             | 竜崎孝路 | TEDA-10486 |

委託製作盤
| 発売日 | A/B面 | タイトル           | 作詞     | 作曲   | 編曲     | 規格品番 |
| ------ | ----- | ------------------ | -------- | ------ | -------- | -------- |
| 1983年 | A面   | 想い出は海の彼方に | 佐藤広子 | 岬司郎 | 池多孝春 | MRS-18   |
| 1983年 | B面   | 京都の女           | 佐藤広子 | 岬司郎 | 池多孝春 | MRS-18   |

- 新☆敏いとうとハッピー&ブルー名義（日本コロムビア）。

| # | 発売日          | 曲順 | タイトル             | 作詞         | 作曲         | 編曲       | 規格品番   |
| - | --------------- | ---- | -------------------- | ------------ | ------------ | ---------- | ---------- |
| 1 | 2021年 11月24日 | 01   | 昭和パラダイス       | ししどまさる | ししどまさる | 盛田まこと | COCA-17938 |
| 1 | 2021年 11月24日 | 02   | 星降る街角2021       | 日高仁       | 日高仁       | 盛田まこと | COCA-17938 |
| 1 | 2021年 11月24日 | 03   | よせばいいのに2021   | 三浦弘       | 三浦弘       | 盛田まこと | COCA-17938 |
| 1 | 2021年 11月24日 | 04   | わたし祈ってます2021 | 中川博之     | 中川博之     | 盛田まこと | COCA-17938 |

- 新☆ハッピー&ブルー名義（テイチクエンタテインメント）。

| # | 発売日         | 曲順 | タイトル       | 作詞       | 作曲       | 編曲       | 規格品番   |
| - | -------------- | ---- | -------------- | ---------- | ---------- | ---------- | ---------- |
| 1 | 2024年 4月17日 | 01   | 赤坂ものがたり | 宍戸マサル | 宍戸マサル | 盛田まこと | TECA-24016 |
| 1 | 2024年 4月17日 | 02   | 射手座の女     | 加藤将貴   | 加藤将貴   | 盛田まこと | TECA-24016 |

### アルバム

#### LPレコード
1. 魅惑のムード歌謡〜わたし祈ってます／敏いとうとハッピー＆ブルー　(1974.12.20、ユニオン ULP-6)
2. 敏いとうとハッピー＆ブルー／ベスト歌謡16　(1975、同 GU-5)
3. 魅惑のムード演歌／敏いとうとハッピー＆ブルー　(1975、同 GU-6)
4. 他人じゃないの／敏いとうとハッピー＆ブルー　(1975、同 ULP-7)
5. 実況録音盤 敏いとうとハッピー＆ブルー／ナイトクラブ・オン・ステージ　(1975、同 ULP-8)
6. 星降る街角／敏いとうとハッピー＆ブルー　(1977、トリオレコード 3B-1004)
7. 星降る街角／敏いとうとハッピー＆ブルー　(1977、ユニオン GU-11)
8. 恋のキャンドル／敏いとうとハッピー＆ブルー　(1977、トリオレコード 3B-1008)
9. ゆうせん夜のヒット歌謡12／敏いとうとハッピー＆ブルー　(1977、同 3B-1014)
10. グッド・バイ・マイ・ラヴ／敏いとうとハッピー＆ブルー　(1978、同 3B-1022)
11. 夜のヒット曲 ベスト12／敏いとうとハッピー＆ブルー　(1978、同 3A-1028)
12. 総集編!!敏いとうとハッピー＆ブルー ベスト24　(1978、同 3A-5019/20)
13. よせばいいのに／敏いとうとハッピー＆ブルー　(1979、キャニオンレコード C25A0065C)
14. 我慢できないわ／敏いとうとハッピー＆ブルー　(1980、同 C25A-0090)
15. 深夜旅情／敏いとうとハッピー＆ブルー　(1981.9、同 C28A0176C)
16. 足手まとい／敏いとうとハッピー＆ブルー　(1983、キングレコード K28A-407)
17. 敏いとうとハッピー＆ブルー／移り香〜離別〜大田ブルース 韓国演歌ヒット曲のすべて　(1984.6.21、同 K28A-518)
18. 敏いとうとハッピー＆ブルー ベスト　(1984.10.21、同 K25A-575)
19. 敏いとうとハッピー＆ブルー全曲集　(1984.10.21、同 K35H-604)
20. BIG10 敏いとうとハッピー＆ブルー　(1984.12.5、同 K25H-654)
21. 敏いとうとハッピー＆ブルー／ムードコーラスベストBIG10　(1985、同 K25H-508)

#### CD
1. 敏いとうとハッピー&ブルー／ザ・ベスト　(1985.10.21、ポニーキャニオン D32A-0123)
2. 敏いとうとハッピー&ブルー／全曲集　(1985.11.5、キングレコード K32X-46)
3. 敏いとうとハッピー&ブルー／スーパーベスト　(1986.10.21、ポニーキャニオン D32P-6005)
4. 敏いとうとハッピー&ブルー／ベストコレクション〜新・射手座の女　(1988.10.25、徳間ジャパン 32NT-143)
5. 敏いとうとハッピー&ブルー全曲集　(1991.10.21、キングレコード KICX-2011)
6. 敏いとうとハッピー&ブルー全曲集　(1991.10.25、テイチク TECA-28312)
7. 敏いとうとハッピー&ブルー全曲集　(1992.9.26、キングレコード KICX-2064)
8. 敏いとうとハッピー&ブルー全曲集　(1992.10.25、テイチク TECA-28432)
9. 敏いとうとハッピー&ブルー全曲集　(1993.9.22、キングレコード KICX-2118)
10. 決定版!敏いとうとハッピー&ブルー　(1994.10.5、同 KICX-2235)
11. 敏いとうとハッピー&ブルー／全曲集　(1994.11.23、テイチク TECA-25579)
12. 敏いとうとハッピー&ブルー／ベスト　(1994.12.1、同 TECA-12616)
13. 敏いとうとハッピー&ブルー全曲集　(1997.6.21、同 TECE-25028)
14. 敏いとうとハッピー&ブルー／ハワイ・コールズ　(1998.4.21、スバック WGCA-3)
15. 決定版 敏いとうとハッピー&ブルー　(1998.10.23、キングレコード KICX-2437)
16. 敏いとうとハッピー&ブルー／全曲集　(1999.12.23、同 KICX-2568)
17. 敏いとうとハッピー&ブルー／HAWAII CALLS　(2000.7.21、スバック SVCA-4)
18. ビッグスターシリーズ1500 敏いとうとハッピー&ブルー　(2000.11.22、キングレコード KICX-3030)
19. 敏いとうとハッピー&ブルー 全曲集〜横浜ものがたり〜　(2000.12.20、テイチク TECE-30206)
20. 敏いとうとハッピー&ブルー全曲集　(2001.12.5、キングレコード KICX-2726)
21. アーティスト全曲集 敏いとうとハッピー&ブルー　(2003.11.6、同 KICX-2940)
22. 敏いとうとハッピー&ブルー 定番ベスト　(2004.9.1、テイチク TECE-1023)
23. 敏いとうとハッピー&ブルー／ヒストリー　(2005.1.19、スバック SVCA-10)
24. 決定版敏いとうとハッピー&ブルー　(2005.11.2、キングレコード KICX-3334)
25. 決定版 敏いとうとハッピー&ブルー 2008　(2007.11.21、同 KICX-3546)
26. 星降る街角〜湘南物語　(2008.2.20、スバック SVCA-12)
27. テイチク ミリオンシリーズ 敏いとうとハッピー&ブルー　(2009.9.23、テイチク TECE-1063)
28. 決定版 敏いとうとハッピー&ブルー 2010　(2009.11.6、キングレコード KICX-3768)
29. 敏いとうとハッピー&ブルー ゴールデン★ベスト　(2011.4.6、テイチク TECE-1099)
30. 決定版 敏いとうとハッピー&ブルー 2012　(2011.11.9、キングレコード KICX-4028)
31. 敏いとうとハッピー&ブルー ゴールデン★ベスト〜星降る街角 (2017.2.15、ウルトラ・ファイヴ CDSOL-1763)

### タイアップ曲
| 年     | 楽曲       | タイアップ                     |
| ------ | ---------- | ------------------------------ |
| 1990年 | ゆれて動物 | 東洋水産「屋台十八番」CMソング |

### 受賞歴
- 第8回日本有線大賞 ベストヒット賞（1975年）「わたし祈ってます」
- 第6回東京音楽祭国内大会・ゴールデンカナリー賞選出大会出場（入賞はならず）（1977年）「星降る街角」
- 第1回大阪大衆音楽祭（歌曲コンテスト）歌唱賞・特別優秀賞（1977年）「恋のキャンドル」[注 10]
- 第7回東京音楽祭国内大会・ゴールデンカナリー賞選出大会出場（入賞はならず）（1978年）「あれも嘘なの」
- 第12回日本有線大賞 有線音楽賞（1979年）「よせばいいのに」
- 第6回日本テレビ音楽祭 グランプリ候補ノミネート（入賞はならず）（1980年）「我慢できないわ」
- 第11回日本歌謡大賞 放送音楽賞候補（入賞はならず）（1980年）
- '80FNS歌謡祭 歌謡音楽賞（1980年）「さすらい未練」

ほか多数